# Saint-Michel-de-Plélan
Saint-Michel-de-Plélan (tiếng Breton: Sant-Mikael-Plelann) là một xã của tỉnh Côtes-d’Armor, thuộc vùng Bretagne, tây bắc Pháp.

## Dân số
Người dân ở Saint-Michel-de-Plélan được gọi là Michelois.